# Samantha Power
Samantha Jane Power (Londres, 21 de setembro de 1970) é uma política, diplomata, autora crítica política, acadêmica, jornalista e advogada americana, que serviu como embaixadora dos Estados Unidos para as Nações Unidas (ONU) de 2013 a 2017, apontada pelo então presidente Barack Obama.
Power começou sua carreira cobrindo as notícias da Guerra Civil Iugoslava. De 1998 a 2002, Power atuou como Diretora Executiva Fundadora do Centro Carr de Política de Direitos Humanos na universidade de Harvard Kennedy School, em Cambridge, Massachusetts onde mais tarde serviu como a primeira professora Anna Lindh de Prática de Liderança Global e Política Pública. Ela foi assessora sênior do ex-presidente Barack Obama até março de 2008, quando renunciou à sua campanha presidencial depois de se desculpar por se referir à então senadora Hillary Clinton como ("Um monstro.").
Power entrou para a equipe de transição do Departamento de Estado dos Estados Unidos no final de novembro de 2008. Power atuou como Assistente Especial do Presidente e Diretor Sênior para Assuntos Multilaterais e Direitos Humanos no Conselho de Segurança Nacional de janeiro de 2009 a fevereiro de 2013. Em abril de 2012, durante seu mandato, o escritório do Power concentrou-se em questões como a reforma das Nações Unidas, os direitos das mulheres e os direitos LGBT, a liberdade religiosa e as minorias religiosas, os refugiados, o tráfico humano, os direitos humanos e a democracia, inclusive no Oriente Médio e Norte da África, Myanmar. Ela é considerada uma figura-chave na administração do ex-presidente Barack Obama ao persuadir o presidente a intervir militarmente na Líbia. Em 2016, ela foi listada como a 41ª mulher mais poderosa do mundo pela revista Forbes.
Power é tema do documentário de 2014 cujo título é Watchers of The Sky, que explica a contribuição de várias pessoas notáveis, incluindo Power, para a causa da prevenção do genocídio.

## Biografia

### Início de vida e educação
Samantha Power nasceu em Londres, filha de pais irlandeses, Vera Delaney e Jim Power. Criada na Irlanda até os nove anos, Power viveu em Castleknock e foi educada na escola secundária Mount Anville, em Dublin. Em 1979, sua família se mudou para Pittsburgh, Pensilvânia, na costa leste dos Estados Unidos.
Ela frequentou Lakeside High School em Atlanta, Geórgia, onde ela era membro da equipe de cross country e da equipe de basquete. Graduou-se subsequentemente na Universidade de Yale e na escola de direito na Universidade de Harvard Kennedy School. Em 1993, aos 23 anos, ela naturalizou-se americana.

## Embaixadora às Nações Unidas (2013-2017)
Em 5 de junho de 2013, o ex-presidente dos Estados Unidos, Barack Obama, anunciou sua nomeação como o nova embaixadora dos Estados Unidos para as Nações Unidas (ONU).
A nomeação de Power foi apoiada pelos senadores republicanos John McCain e Lindsey Graham, eo senador independente anterior Joseph Lieberman. Ela igualmente recebeu o apoio do diplomata Dennis Ross, o diretor nacional da liga anti-difamação Abraham Foxman, o embaixador de Israel Michael Oren, o advogado e comentarista Alan Dershowitz, o diretor do Instituto de Justiça e Democracia no Haiti também votaram a favor da sua nomeação.
Sua nomeação também enfrentou alguma oposição. O ex-embaixador dos EUA na ONU John R. Bolton e um ex-secretário adjunto de Defesa para Assuntos de Segurança Internacional, Frank Gaffney, criticaram-na por um artigo de 2003 que ela escreveu em ("The New Republic"), em que Bolton alega ter comparado os Estados Unidos aos nazistas alemães.
Power foi confirmada como embaixadora da ONU pelo Senado dos Estados Unidos em 1 de agosto de 2013, por uma votação de 87 a favor a 10 votos contra. Serviu até 20 de janeiro de 2017.